# Mevalurkuppam
Mevalurkuppam es una ciudad censal situada en el distrito de Kanchipuram en el estado de Tamil Nadu (India). Su población es de 3805 habitantes (2011). Se encuentra a 32 km de Chennai y a 40 km de Kanchipuram. 

## Demografía
Según el censo de 2011 la población de Mevalurkuppam era de 3805 habitantes, de los cuales 1894 eran hombres y 1911 eran mujeres. Mevalurkuppam tiene una tasa media de alfabetización del 82,93%, superior a la media estatal del 80,09%: la alfabetización masculina es del 88,48%, y la alfabetización femenina del 77,45%.